# 再會太平山
《再會太平山》（英語：Hong Kong Gentlemen (II)）是香港麗的電視的一齣電視劇集，在1981年7月首播，本劇以1927年至1931年的香港作為歷史背景。本劇是《浴血太平山》的續集，所以沿用了《浴血太平山》的幕後製作人員及留用主要演員。劇集主題曲《香江之歌》由主演劉志榮演唱。

## 劇集內容
經歷過一連串劇變後，周亞瑞心灰意冷與何嘉麗避居荒島不問世事，但香港頻頻傳來令人擔憂的消息，華人的權益一再受到侵蝕，最後因為一件驚天動地的事，使他們不得不重返香港……

## 主要演員
- 劉志榮 飾 周亞瑞
- 馬敏兒 飾 何嘉麗
- 鄭文雅 飾 阮簡蘭
- 劉江 飾 汪亨利
- 劉緯民 飾 何菲力
- 卡迪遜 飾 盧文鷹
- 吳回 飾 吳大吉
- 鮑漢琳 飾 何庭芳
- 許英秀 飾 何祖澤
- 顧紀筠 飾 周亞蓮
- 聶安達 飾 威廉臣
- 孫鏡鴻 飾 亞爾拔
- 李月清 飾 王銀娣
- 張美璉 飾 劉珍
- 鄭雷 飾 阮保大
- Ronnie 飾 史釗域
- 韓江 飾 張海
- 張鴻昌 飾 聶榮
- 伍永森 飾 斜歪唐

## 外部連結
- 老餅論壇 （页面存档备份，存于）
- 盧國沾詞作拾遺：《香江之歌》 （页面存档备份，存于）
- 《再会太平山》（1981）